# Simulium jayapuraense
Simulium jayapuraense är en tvåvingeart som beskrevs av Takaoka 2003. Simulium jayapuraense ingår i släktet Simulium och familjen knott. Inga underarter finns listade i Catalogue of Life.